# Wilhelm Roepert
Wilhelm Roepert (* 29. März 1930 in Hamburg; † 6. Juni 2015 ebenda) war ein Hamburger Politiker der Sozialdemokratischen Partei Deutschlands und Mitglied der Hamburgischen Bürgerschaft.

## Leben
Roepert war gelernter Schlosser und für einen Teil seiner Zeit als Abgeordneter Rentner. Von November 1986 bis 1993 saß er in der Hamburgischen Bürgerschaft. Für seine Fraktion war er unter anderem im Gesundheitsausschuss, im Ausschuss für Hafen, Wirtschaft und Landwirtschaft sowie im Ausschuss für Arbeit und Soziales. Er war 40 Jahre bei der HHLA beschäftigt.
Er war verheiratet mit Helga Roepert, Tochter des sozialdemokratischen Widerstandskämpfers Otto Ernst Lang.